# Shannon Bobbitt
Shannon Bobbitt, née le 6 décembre 1985 au Bronx (New York) est une joueuse américaine professionnelle de basket-ball, double championne NCAA. C'est l'une des plus petites joueuses (1,57 m) de WNBA.

## Biographie
À sa sortie du lycée Murry Bergtraum à New York, elle rejoint un junior college, le Trinity Valley Community College à Athens au Texas. En 2006, elle est nommée meilleure joueuse de junior college du pays, ce qui attire l'attention de l'entraîneur des Lady Volunteers, Pat Summitt. Elle est la seconde joueuse de junior college à rejoindre les Lady Vols depuis 1977. À l'université du Tennessee, elle remporte deux titres consécutifs NCAA en 2007 contre Rutgers et 2008 contre Stanford. 
Elle est choisie au deuxième tour de la draft WNBA 2008 (15e choix) par les Sparks de Los Angeles, qui ont choisi au premier tour sa coéquipière Candace Parker. Après deux saisons comme remplaçante, elle est coupée (le contrat est rompu) par les Sparks durant la pré-saison 2010.
À une question sur sa qualité de plus petite joueuse de WNBA, elle répond : « En fait, je pense que ma taille est un avantage car je suis plus petite. Je suis plus rapide que les autres filles qui font 1,73 m ou plus. Je suis plus proche du parquet, ce qui implique que je ne fais pas de passes par-dessus ma tête, mais avec rebond. Je pense réellement que j'ai un atout et j'aime la taille que je fais. » 
En 2008-2009, elle joue en Turquie pour le Botaş Spor Kulübu d'Adana, puis les saisons suivantes en Israël et en Pologne. Elle passe la saison 2011-2012 en Turquie à Homend Antakya où elle inscrit en 18 rencontres 10,5 points, 3,5 rebonds et 4 passes par rencontre. Fin octobre 2012, elle signe à Besiktas puis rejoint le TED Ankara en fin d'année.